# 林奇材
林奇材（？—？），字濟卿，號豐瀛，福建泉州府晉江縣人，民籍，明朝政治人物。

## 生平
嘉靖二十五年（1546年）丙午科福建鄉試第二十八名舉人。嘉靖三十八年（1559年）中式己未科會試第二名，二甲第四十六名進士。官平樂府知府。

## 家族
曾祖林琛；祖父林鏡；父林瀚，母郭氏。具慶下。